# 卦限

图1：八个卦限在空间解析几何中的默认位置，卦限箭头标示各轴线的正方向，远下角的第六卦限（VI）被掩盖。

卦限是笛卡儿坐标系中，象限在三维空间的对应术语，用于空间解析几何的坐标系统。空间直角坐标系用于确定空间的任意一点的位置。先在指定空间内的任意一点取定并标记点 O，作为原点。经过点 O，画出三条互相垂直的直线，把它们分别标记作 x 轴、y 轴和z 轴。用右手定則规定各轴线的正方向。每二条轴确定出一个平面，作为坐标平面。由 x 轴和 y 轴确定的坐标平面称作 xy 平面；x 轴、z 轴确定 xz 平面；最后一对，y、z 二轴确定 yz 平面。按照传统，将 xy 平面配置在水平面上，z 轴置于铅直位置，而 xz、yz 二平面在图上垂直标示。这三个坐标平面将空间分为八个部分，这便是空间直角坐标系的8个卦限。
八个卦限在几何图中通常以罗马数字“I、II、III、IV、V、VI、VII、VIII”标示。较为普遍的卦限数序均以 x 轴正半轴、y 轴正半轴和 z 轴正半轴确定的卦限为“第一卦限”，罗马数字标记为“I”。第二、三、四卦限的数序类似笛卡尔坐标系中象限的数序。在 xy 平面上向逆时针方向增加数序。而后第五至八卦限在 xy 平面下同样以逆时针方向标记。
因卦限相对象限较为罕见，世界各地的数学家乃至不同时代的数学印刷物都曾使用过不同的数序来标记各个卦限，所以为了避免混淆，可以采用另一种标记卦限的方式。直接地，明确指出某卦限范围内包含的 x、y、z 坐标的正负，来标记那个卦限。如图1中的第一卦限（I）标作“(+,+,+)”；第四卦限（IV）标作“(+,-,+)”；第七卦限（VII）标作“(-,-,-)”。

## 参阅
- 正态定限
- 空间解析几何
- 空间直角坐标系
- 笛卡儿坐标系